# Thymelaea pubescens
Thymelaea pubescens es una especie de planta leñosa perteneciente a la familia Thymelaeaceae.

## Hábitat
Es nativo de la región mediterránea occidental íbero-marroquí, en España se distribuye por Alicante, Castellón, Lérida, Tarragona  y Valencia donde crece en pastizales secos y calcícolas de lugares de clima mediterráneo continental.

## Descripción
Es una pequeña planta perenne, erecta, de base muy leñosa, con los tallos densamente cubiertos por hojas estrechas, glabras, planas y dispuestas de forma alterna. Las flores no presentan brácteas y son pelosas, de forma tubular y de color amarillento.

## Nombre común
- Castellano: torvisco angosto.[2]

## Sinonimia
| - Chlamydanthus ellipticus (Boiss.) C.A.Mey. - Chlamydanthus thesioides (Lam.) C.A. Mey. - Daphne humilis Vahl ex Willk. & Lange - Daphne pubescens L. - Daphne thesioides Lam. - Passerina elliptica var. densiflora Vayr. ex Cadevall - Passerina elliptica var. densiflora Vayr. ex Font Quer - Passerina elliptica Boiss. - Passerina linariaefolia Pourr. apud Wikstr. - Passerina linearifolia Pourr. ex Lange in Willk. & Lange - Passerina pubescens var. elliptica (Boiss.) Pau - Passerina pubescens (L.) Wikstr. - Passerina pujolica Cadevall - Passerina thesioides var. densiflora Vayr. ex Cadevall - Passerina thesioides (Lam.) Wikstr. - Passerina velutina Boiss. - Stellera elliptica (Boiss.) Kuntze | - Stellera thesioides (Lam.) Kuntze - Thymelaea dioica subsp. glauca Talavera & Muñoz Álv. - Thymelaea elliptica var. latifolia Lázaro Ibiza - Thymelaea elliptica (Boiss.) Endl. - Thymelaea granatensis subsp. glauca (Talavera & Muñoz Álv.) Rivas Mart. - Thymelaea pubescens subsp. elliptica (Boiss.) Kit Tan - Thymelaea pubescens subsp. pubescens (L.) Meisn. in DC. - Thymelaea pubescens subsp. thesioides (Lam.) Kit Tan - Thymelaea pubescens var. densiflora (Cadevall) Molero & Vigo - Thymelaea pubescens var. thesioides (Lam.) D.A.Webb & I.K.Ferguson - Thymelaea sanamunda subsp. elliptica (Boiss.) Sagredo & Malag. - Thymelaea sanamunda subsp. pubescens (L.) Sagredo & Malag. - Thymelaea sanamunda subsp. thesioides (Lam.) Sagredo & Malag. - Thymelaea thesioides subsp. elliptica (Boiss.) Brecher - Thymelaea thesioides var. catalaunica Vayr. ex Cadevall - Thymelaea thesioides var. elliptica (Boiss.) Meisn. in DC. - Thymelaea thesioides (Lam.) Endl. |